# Kolvenier

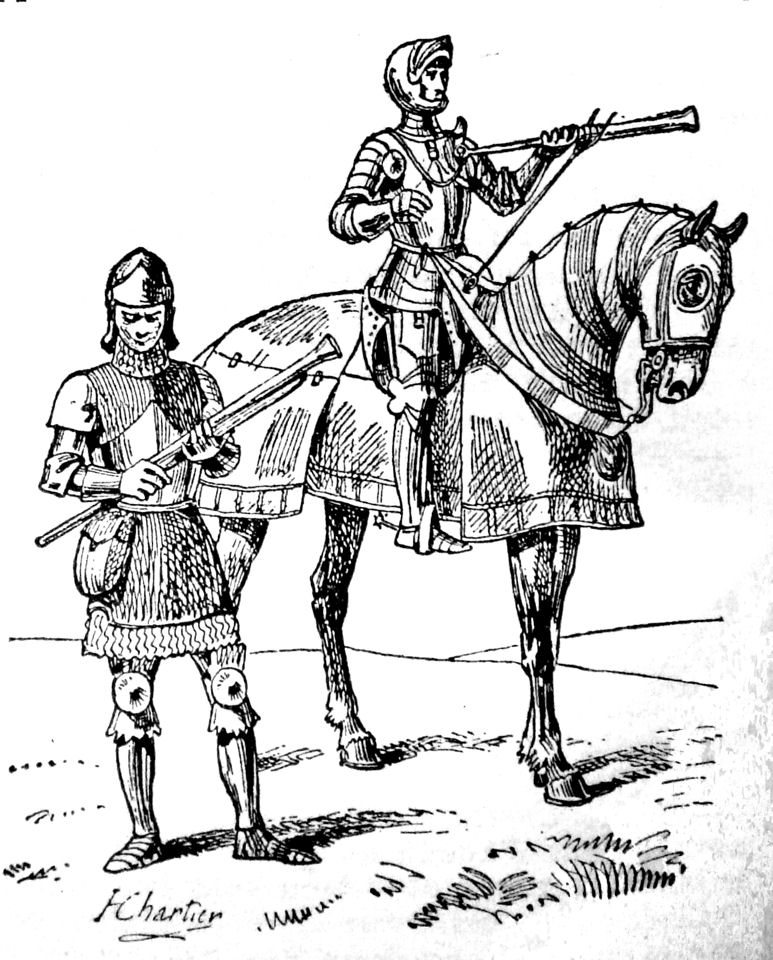
15e-eeuwse kolveniers

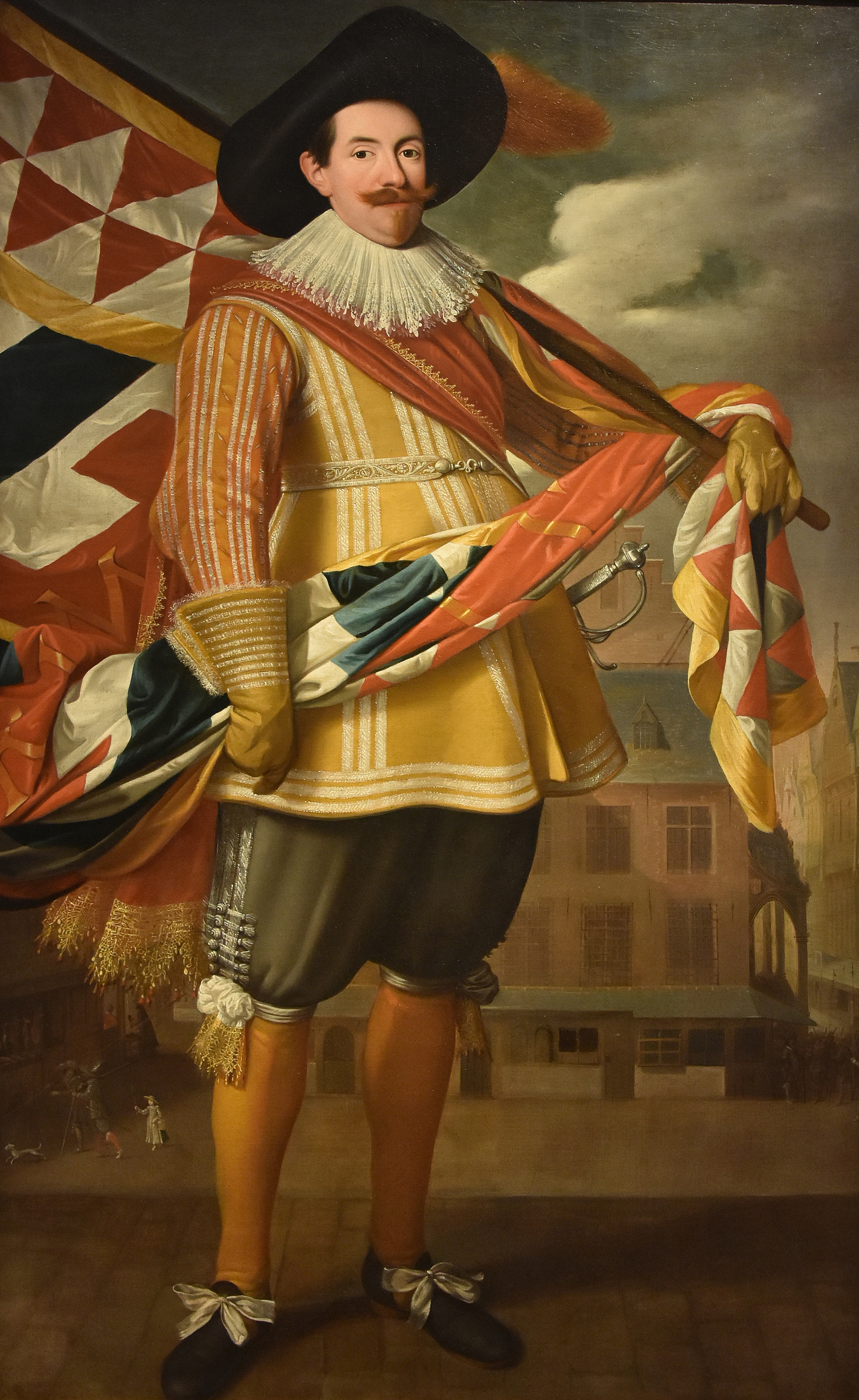
Rombout Heyns in 1580 voor het Schepenhuis, vaandeldrager van de kolveniersgilde van Mechelen Museum Hof van Busleyden Mechelen

Een kolvenier of klovenier was een man die met een clover (culverin) schoot, een vuurwapen dat zijn oorsprong vond in de 15e eeuw.
De variant "kolvenier" die in de 17e eeuw voorkomt, zou volgens sommigen zijn ontstaan door de gelijkenis met "kolf". Echter, Zuid-Nederlandse varianten met "colv-" die al in de 16e eeuw voorkwamen, wijzen erop dat in sommige dialecten niet de eerste maar de tweede onbeklemtoonde klinker in het Middelnederlandse coloverier (soldaat die een schietbus ofwel colover bedient) verdween.
Net als handboogschutters, wevers en andere beroepen verenigden kolveniers zich in een gilde, het kolveniersgilde.